# Ниво гласности
Пондерисање филтра се користи како би се назначили неки аспекти феномена поређујући га са другима у циљу израчунавања мере или других својстава.

## Мерење гласноће
У мерењу гласноће, на пример, филтар за израчунавање гласноће је коришћен да назначи фреквенцију од 3-6 херца јер је у том распону људско ухо највише осетљиво, док смањивање веома јаке и веома слабе фреквенције остаје незапажено код људског уха. Циљ овога је да се осигура да измерена гласноћа одговара субјективно опаженој гласноћи. Филтар за израчунавање гласноће је само валидан за релативно мало звукова и за чисте тонове зато што је базиран на 40 Фона Флечер-Мунсон једнаке гласноће контуре. Б и Ц контуре су предвиђене за гласније тонове (мада су слабије коришћене), док Д контура се може изједначити са јачином звука који прави авион.

## Мерење гласноће у телекомуникационим уређајима
Када говоримо о телекомуникацији, филтри за израчунавање јачине тона су махом коришћени за израчунавање електричне буке на телефонској линији, као и акустичног звука које праве различити уређаји попут слушалице за телефон. Постоје и други филтри за израчунавање јачине звука попут ДИН стандарда. "Фсофометрично мерење" је повезано са било којим мерењем закривљених таласа у циљу мерења јачине звука. Посебно се користи у телефонији за мерење тонске траке.

## Мерење звука у околини
А-Тежински децибели се означавају скраћеницом дБ(А) или дБА. Када говоримо о акустичним мерењима, јединица која ће се користити је дБ Лп (ниво звучног притиска). Иначе, 20 микропаскала је једнако 0 дБ Лп.
Дистанца микрофона који обавља мерење од извора звука обично није наведена. У случају буке коју прави авион , дистанца не треба да буде наведена, али када меримо буку фрижидера, дистанца мора да се назначи; где није назначено, обично је дистанца од једног метра. Посебан проблем може да представља деловање собе са звучном изолацијом, тако да мерење јачине звука које прави одређени уређај треба да буде назначен са „на један метар на отвореном“ или „на један метар у глувој просторији“. Ниво звучности које производе уређаји као што су фрижидер, фен, компјутер се могу наћи у упутствима која долази уз одређени купљени производ. И ако је праг слуха око 0 дБ по нивоу звучног притиска, апарати за кућну употребу праве буку од 30 до 40 дБ.
Људска осетљивост на звук у опсегу од 6 херца је практично постала позната у касним 60 годинама прошлог века појавом касетофона и регулатора јачине звука. Утврђено је да А-тежински ниво мерења буке даје обмањујуће резултате, јер нису дали довољан значај до регије од 6 херца, где иначе редукција шума има великог ефекта. И понекада један део опреме би измерио лошије од другог, а ипак би звучао боље, због различитог спектралног садржаја.